# Джамал ад-Дин Саид ат-Туркистани
Джама́л ад-Дин Саид ибн Мухаммед ибн Мусаддик ас-Согди ат-Туркиста́ни (араб. جمال الدين صاعد بن محمد بن مصدق الصغدي التركستاني‎) — средневековый учёный, математик.
Джамал ад-Дин ат-Туркистани жил примерно в первой половине XIV века. Получил образование в Туркестане, Багдаде и Дамаске. В 1312 году (месяц раби аль-авваль 712 года хиджры) написал трактат «ар-Рисала аль-алаийя фи-ль-масаиль аль-хисабийя» (араб. الرسالة العلايية في المسائل الحسابية‎ — «Книга высшей математики»), состоящий из двух книг: арифметики и геометрии. Трактат был посвящён визирю Ала ад-Дину Мухаммаду ибн Махмуду аль-Газнави. Абу аль-Хасан написал к нему толкование «Шарх китаб аль-Алаийя» («Толкование к „Книге высшей математики“»). Арабский вариант толкования хранится в библиотеке Санкт-Петербургского филиала Института востоковедения РАН.